# Eumerus armipes
Eumerus armipes är en tvåvingeart som beskrevs av Mario Bezzi 1915. Eumerus armipes ingår i släktet månblomflugor, och familjen blomflugor. Inga underarter finns listade i Catalogue of Life.